# Jules Merviel
Jules Merviel (Saint-Beauzély, Aveyron 29 de setembro de 1906 - Toulon, 1 de setembro de 1976) foi um ciclista francês que foi profissional entre 1929 e 1944. Entre as suas vitórias destaca, acima de todas, uma etapa no Tour de France de 1930.

## Palmarés[2]
- 1926
  - 2º do Campeonato do Mundo amador em estrada
- 1927
  - Campeão de Paris
- 1928
  - 1º na  Paris-Evreux
- 1929
  - 1º na Paris-Caiam
  - 1º no Circuito de Rodez
  - 1º em Dreyron
- 1930
  - 1º em Yverdon
  - Vencedor de uma etapa ao Tour de France
- 1931
  - 1º em Yverdon
- 1933
  - 1º na Paris-Tours
  - 1º nas 24 horas de Montpellier, com Gabriel Marcillac
- 1934
  - 1º na Paris-Nevers
  - 1º no Touquet
  - Vencedor de uma etapa da Paris-Nice
- 1937
  - 1º no Circuito do Allier
  - 1º no Circuito do Maine e Loira
  - 1º no Critèrium de Var

### Resultados ao Tour de France
- 1929. 24º da classificação geral
- 1930. 21º da classificação geral e vencedor de uma etapa
- 1935. Abandona (12ª etapa)

### Resultados ao Giro d'Italia
- 1932. 49º da classificação geral